# Лос Анджелис Чарджърс
Лос Анджелис Чарджърс (на английски: Los Angeles Chargers) е отбор по американски футбол от Сан Диего, Калифорния. Те са членове на Западната дивизия на Американската футболна конференция (АФК) от Националната футболна лига.
Клубът е създаден през 1960 година. Първият сезон играят в Лос Анджелес и от 1961 година са в Сан Диего. Като домакини играят на стадион Куалкъм (Qualcomm Stadium). Имат една титла от Американската футболна лига през 1963 година. В края на сезона на 1994 година участват в Супербоул XXIX и губят на финала от Сан Франциско Фортинайнърс. Цветовете на униформите им са морско синьо, златно, небесно синьо и бяло. На каската, раменете и отстрани на панталоните имат светкавици (в унисон с името Чарджърс).

## Факти
Основан: през 1960; присъединява се към Националната футболна лига през 1970 година при сливането на двете главни професионални футболни лиги по времето – Националната футболна лига (НФЛ) и Американската Футболна Лига (АФЛ).
Носители на Супербоул: няма
Шампиони на Американската Футболна Лига (АФЛ): 1 път – 1963
Шампиони на конференцията:
- АФК: 1994

Шампиони на дивизията:
- АФЛ Запад: 1960, 1961, 1963, 1964, 1965
- АФК Запад: 1979, 1980, 1981, 1992, 1994, 2004, 2006, 2007, 2008, 2009

Участие в плейофи:
- АФЛ: 1960, 1961, 1963, 1964, 1965
- НФЛ: 1979, 1980, 1981, 1982, 1992, 1994, 1995, 2004, 2006, 2007, 2008, 2009, 2013